# 君子人
君子人（くんしじん）は中国に伝わる伝説上の人種である。古代中国では東方に位置する国に棲んでいたとされる。

## 概説
古代中国の地理書『山海経』の海外東経によると、君子国は大人国の北にあり、君子人はそれぞれ虎を2匹ずつ使役しており、それをつかって獣を狩る。譲り合いの心が強く、決して人と争わないという。

## 君子人の登場する作品
『鏡花縁』
君子国が旅の途中に舞台として登場する。君子人の娘・廉錦楓が百才女の一人にあてられている。国の城門には「惟善為宝」（善は宝である）という扁額がかかっており、非常に善心に富み、譲り合いの心をもっている人々として君子人も登場するが「道具を使って海から魚をとるのは、魚をだます悪事なので魚をとらない」等、文章中では少々ばか正直すぎるほどに誇張された行動が描写されている。